# Paniónios BC
Pour l’article homonyme, voir Paniónios BC (féminin).
Le Paniónios BC (en grec Πανιώνιος Γυμναστικός Σύλλογος Σμύρνης) est un club de basket-ball grec situé à Néa Smýrni dans la banlieue d'Athènes. Il évolue en première division du championnat grec.

## Histoire
Paniónios est l’un des nombreux clubs d’Athènes. Le club fut fondé en 1890, en tant que club omnisports. La section basketball verra le jour bien après.
En 1982, le Paniónios BC a rejoint la 1re division grecque, après avoir longtemps fait l'ascenseur. Même dans l'ombre du Panathinaïkós ou de l'Olympiakós, l’équipe de Néa Smýrni s'est imposée en étant dans le top 4 huit années consécutives entre 1984 et 1991. Leurs efforts seront récompensés en 1991 avec l'unique trophée de leur histoire, la Coupe de Grèce. 
Depuis, Paniónios est régulièrement qualifié pour les compétitions européennes (demi-finale de la Coupe Korać 1994 et 1999 ; plusieurs quarts de finale).

## Palmarès
- Coupe de Grèce : 1991

## Entraîneurs
- 2018 :  Chris Chougaz

## Joueurs et entraîneurs marquants
- Panayótis Yannákis
- Fánis Christodoúlou
- Chrístos Tapoútos
- Petar Naumoski
- Harper Williams
- Travis Watson
- Jon Diebler
- Mitchell Wiggins
- Luke Hancock
- Tyrese Rice
- Levon Kendall
- Mark Payne
- Kennedy Winston
- Stephen Arigbabu
- Vasco Evtimov
- Laurent Sciarra
- Lonny Baxter
- Brad Newley
- Žarko Paspalj
- Nikoloz Tskitishvili
- Ender Arslan
- Nenad Marković